# Bulgarische Botschaft in Berlin

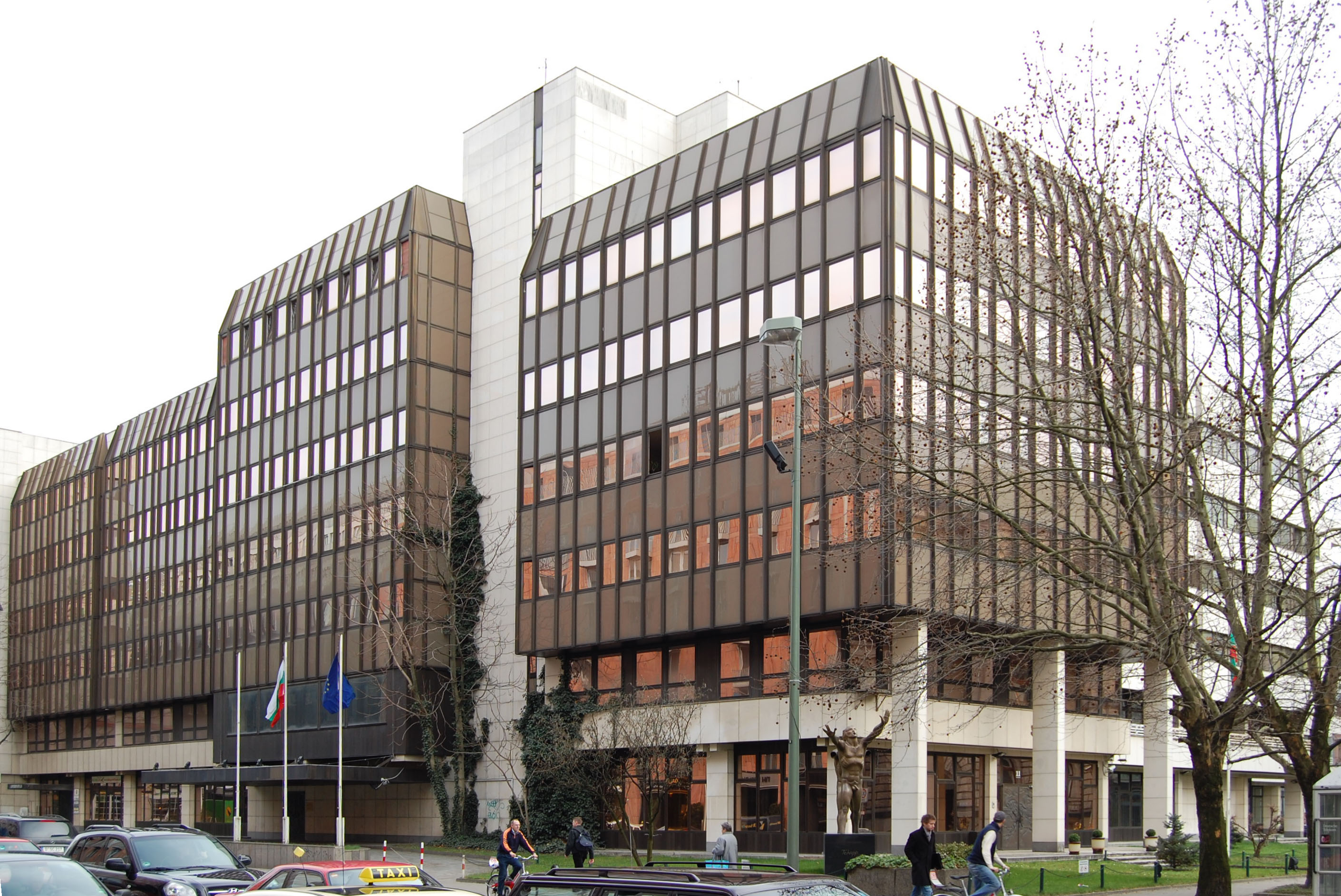
Botschaftsgebäude (2008)

Die bulgarische Botschaft in Berlin ist die diplomatische Vertretung Bulgariens in Deutschland. Sie befindet sich in der Mauerstraße 11 im Ortsteil Mitte des gleichnamigen Bezirks.
Botschafterin ist seit dem 27. September 2023 Grigor Porozhanov.
Bulgarien unterhält Generalkonsulate in Frankfurt am Main und München sowie Honorarkonsulate in Darmstadt, Hamburg, Leipzig, Mainz, Magdeburg und Münster.

## Geschichte der diplomatischen Beziehungen

### Anfänge im 20. Jahrhundert

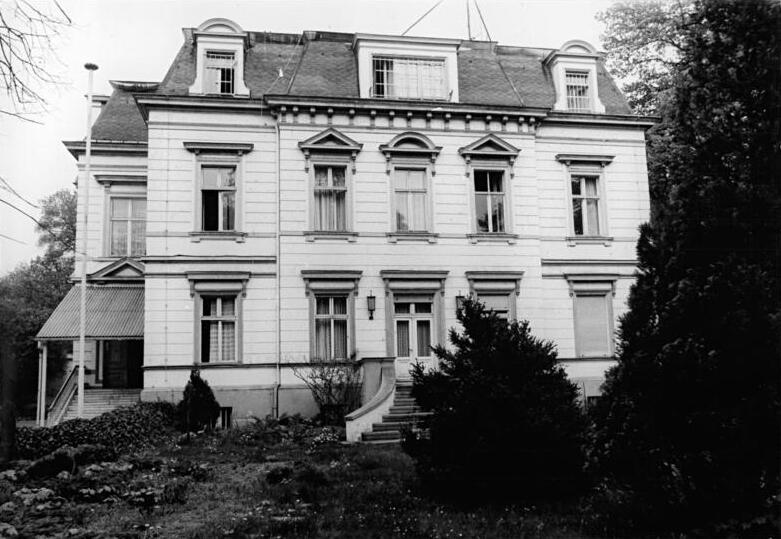
Botschaft in der Villa Garbáty in Berlin-Pankow (1987)

Mit dem Zarentum Bulgarien bestanden seit den 1920er Jahren diplomatische Verträge. So hatte Deutschland eine Gesandtschaft in Sofia und Konsulate in Rustschuk und Varna.
Bulgarien unterhielt in Berlin am Kurfürstendamm 257 seine Gesandtschaft bzw. die Botschaftskanzlei. In der Schadowstraße 4/5 befand sich das Generalkonsulat.

### In der DDR
Die DDR und die Volksrepublik Bulgarien nahmen am 17. Oktober 1949 diplomatische Beziehungen auf. Sie bestanden bis zur deutschen Wiedervereinigung im Jahr 1990. Die Botschaft befand sich in Ost-Berlin in der Villa Garbáty im Ortsteil Pankow (Berliner Straße 123/124). Die Villa war ursprünglich der Wohnsitz des jüdischen Zigarettenfabrikanten Josef Garbáty. 1989 zog die Botschaft in das neu errichtete Gebäude in der Mauerstraße 11 um. Die Villa in Pankow wurde bis 1990 als Wohnsitz des bulgarischen Botschafters in der DDR genutzt.

### In der Bundesrepublik
Die Bundesrepublik Deutschland hatte 1964 mit der Volksrepublik Bulgarien zunächst die Einrichtung einer Handelsvertretung in Frankfurt am Main vereinbart. Am 21. Dezember 1973 nahmen Bulgarien und die Bundesrepublik Deutschland diplomatische Beziehungen auf. Die bulgarische Botschaft hatte seit 1974 ihren Sitz im Ortsteil Plittersdorf in Bonn (Auf der Hostert 6).

### Seit 1999

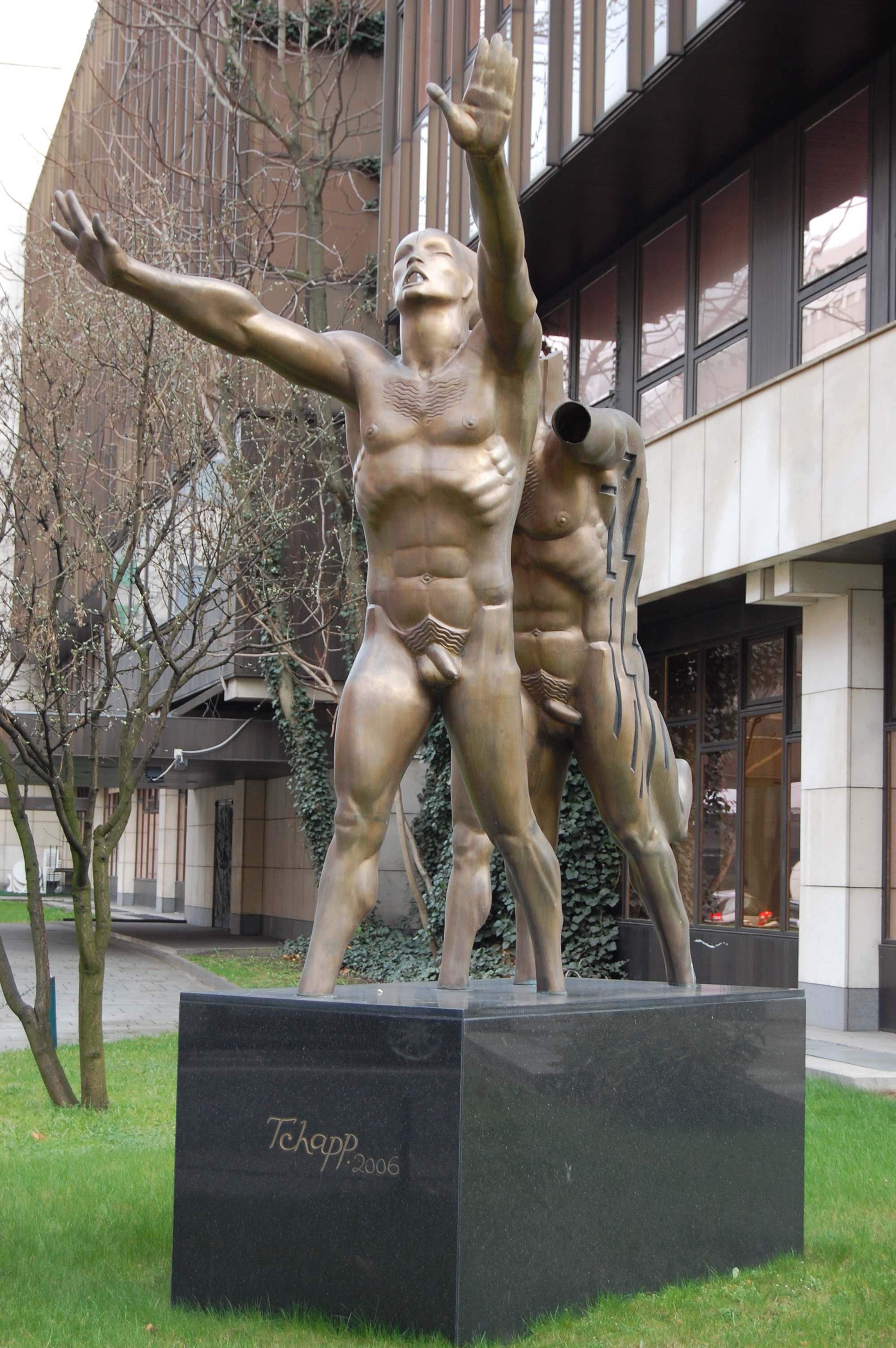
Skulptur Mauern durchbrechen

Nach der deutschen Wiedervereinigung und dem Umzug der deutschen Regierung von Bonn nach Berlin gemäß dem Bonn-Berlin-Gesetz erfolgte eine Modernisierung des bulgarischen Botschaftsgebäudes in Berlin, und die bulgarischen diplomatischen Vertreter zogen 1999 hier wieder ein.

## Botschafter
- 24. Februar 2012: Radi Najdenow[7]
- 27. Februar 2019: Elena Schekerletowa[8]
- 27. September 2023: Grigor Porozhanov[9]

## Gebäude
Das Gebäude in der Mauerstraße 11 / Ecke Leipziger Straße geht auf Planungen eines deutsch-bulgarischen Architektenkollektivs zurück, das aus der SOF Projekt Sofia und dem VEB BMK Ingenieurhochbau Berlin bestand. Die Stahlbetonskelettkonstruktion wurde 1983–1989 errichtet.
Der Bau war außer der tschechoslowakischen Botschaft in Berlin der bedeutendste Botschaftsneubau in der DDR in den 1980er Jahren. Der Gebäudekomplex mit einer Gesamtfläche von etwas über 20.000 m² enthält neben den Geschäftsräumen auch Wohnungen für Botschaftsmitarbeiter und ein Hotel. Die Kubatur ist teilweise durch die Prinzipien der sozialistischen Stadtplanung geprägt. Das Gebäude weist keine Blockrandbebauung auf, sodass sich Grünflächen zu den Straßenverläufen ergeben. Die Räumlichkeiten der Botschaft im Gebäudekomplex sind durch eine differenzierte Fassadengestaltung hervorgehoben.
Auf der Rasenfläche zwischen Botschaft und Mauerstraße steht die Skulptur Mauern durchbrechen des bulgarischen Künstlers Georgi Tschapkanow, die an den Fall der Berliner Mauer erinnern soll. Die vier Meter hohe Bronzeplastik steht auf einem polierten Granitsockel und zeigt zwei menschliche Figuren. Die Skulptur wurde für den Standort vor der Botschaft angefertigt und mit Spenden finanziert. Die Aufstellung erfolgte 2006 zum bulgarischen Nationalfeiertag.